# Бреїла (місто)
Бреїла, Браїла, Бреїлов (рум. Brăila, тур. Ibrail) — місто на південному сході Румунії. Адміністративний центр повіту Бреїла. Південне місто-супутник Галаца. Населення міста 2011 року становило 180,3 тис., 1973 року — 161,1 тис. жителів.

## Географія
Розташоване амфітеатром на лівому березі Дунаю, у тому місці, де сходяться два рукави річки.

## Назва
У 14 ст. грецькі документи називають місто «Проілабум» і «Проілава», що було передачею слов'янської назви — Браїлов. Іспанські та каталонські документи називають місто «Дрінаджо» (Drinago), яке можливо, є переадачею іншої назви міста «Брілаго» (Brillago). Німецькі документи називають «Юберейл» (Uebereyl). Походження назви міста невідоме. Турки називають місто «Ібраїл», або «Ібраїла».

## Історія
Згадки про місто сягають VI століття. Молдовський господар (князь) Стефан III Великий спалив місто у 1470 р. Близько 1390 р. молдавський воєвода Мірча старий дозволяє львівським купцям торгувати в межах свого воєводства «від Залізних Воріт до Браїлова». З 1538–1540 до 1829 р. місто контролювалося турками.
З 1580 до 1840 року було центром Браїльської митрополії Константинопольського патріархату, до якої належали землі Добруджа, Буджаку, Бендер, Ханської України та в певні періоди всі православні території підосманської Правобережної і Лівобережної України (Олешківська Січ).

## Економіка
Основні галузі промисловості — металообробка та машинобудування (суднобудування, виробництво будівельних і дорожніх машин), сталепрокатне виробництво, харчова промисловість (особливо виноробство, мірошництво, спирто-горілчане виробництво). Є підприємства швейної, цементної, деревообробної промисловості. Поблизу Браїли, у Кискані, великий комбінат для перероблення очерету, виробництва целюлози, картону, штучного волокна, корду тощо.
У місті для потреб промислових підприємств споруджено власну ТЕС.

## Транспорт
Браїла — важливий транспортний вузол, один із найбільших річкових портів країни на Дунаї, кінцевий пункт морського судноплавства, крупний вузол залізниць і автошляхів.
У місті курсує трамвай.

## Відомі люди

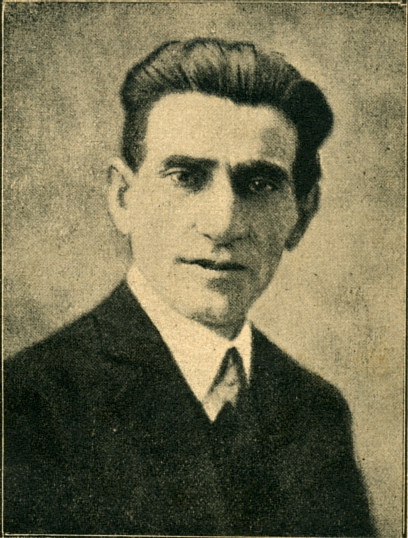
Панаїт Істраті

- Ана-Василик Аслан — румунський медик-геронтолог, біолог, дійсний член Румунської академії.
- Анішоара Кушмір-Станцу — олімпійська чемпіонка 1984 р. зі стрибків у довжину.
- Андреас Ембірікос — грецький поет-сюрреаліст.
- Марія Філотті — румунська акторка.
- Ніколае Іонеску (1820–1905) — румунський філософ, логік, математик, журналіст.
- Нае Іонеску (1890–1940) — румунський філософ, логік, журналіст, редактор.
- Джозеф Джуран — академік Міжнародної академії якості, засновник теорії управління якістю.
- Маніа Менеску — прем'єр-міністр під час режиму Ніколае Чаушеску.
- Панаїт Істраті — румунський письменник.
- Діана Мокану — олімпійська чемпіонка 2000 р. з плавання на 100 та 200 м.
- Жан Москополь — румунський співак міжвоєнного періоду.
- Серж Московічі — автор робіт із соціальної психології.
- Георге Мунтяну-Мургочі — румунський геолог, засновник Південно-східного інституту Європейської освіти у Бухаресті.
- Георге Петраску — румунський художник.
- Камеліа Потек — олімпійська чемпіонка 2004 р. з плавання вільним стилем.
- Джонні Редукану — джазовий музикант.
- Міхаіл Себастьян — румунський письменник.
- Іларіє Воронка — румунський поет.
- Ксенакіс Яніс — грецький композитор і архітектор.
- Георгіос Склавос — грецький композитор.
- Петр Нейков — болгарський дипломат. Консул Болгарії у Києві 1918 р.[7]

## Галерея

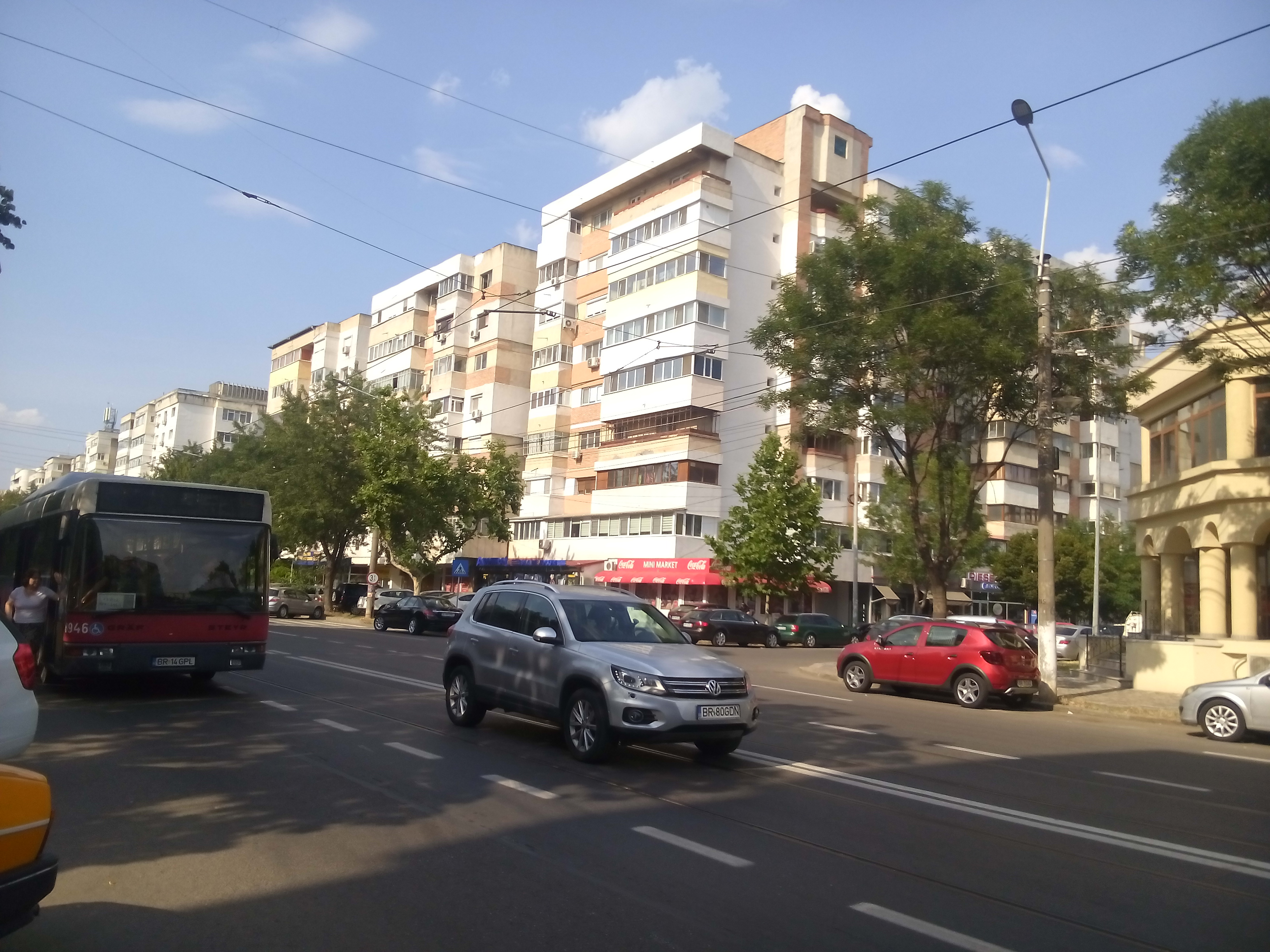
Будинки
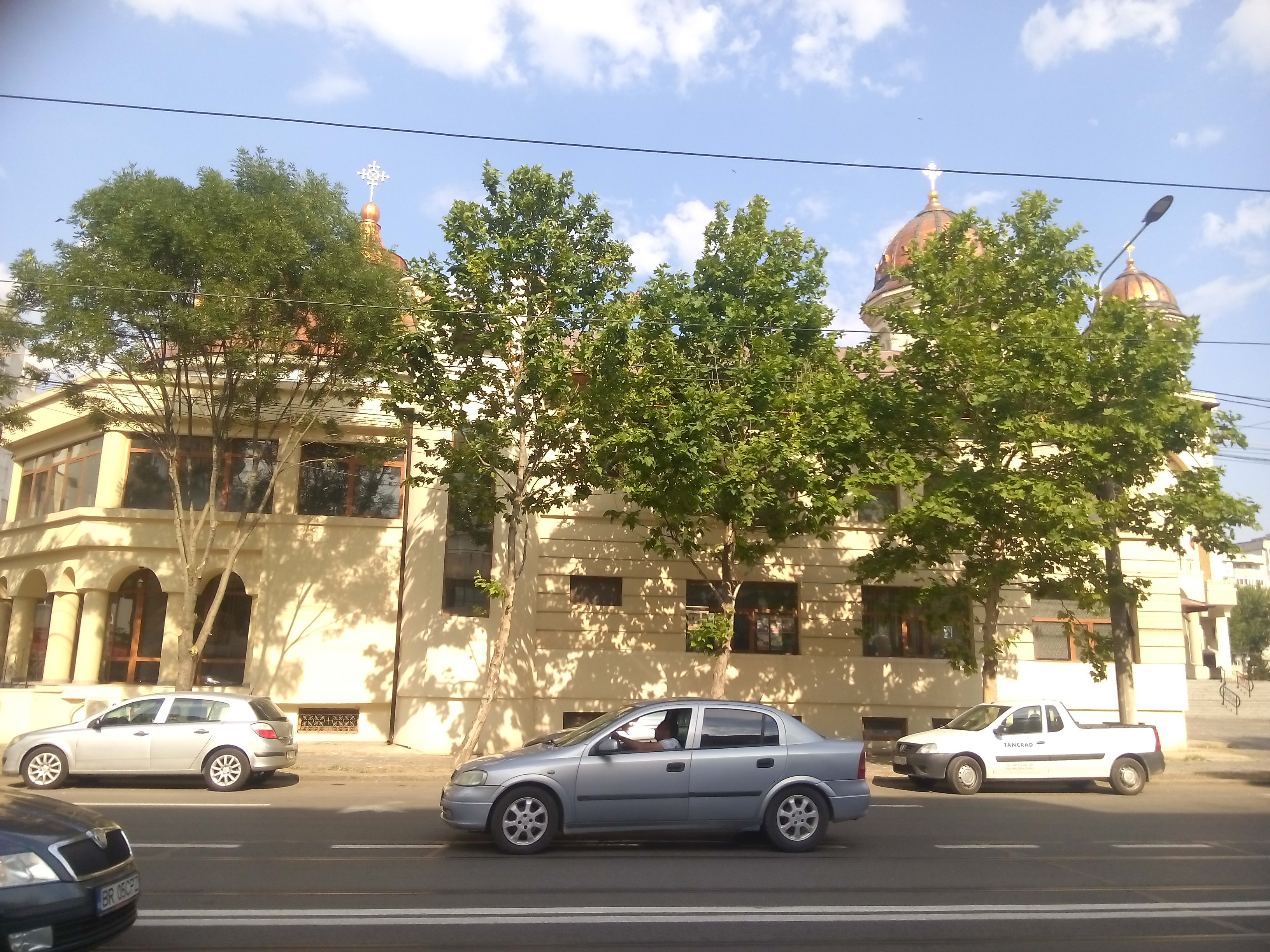
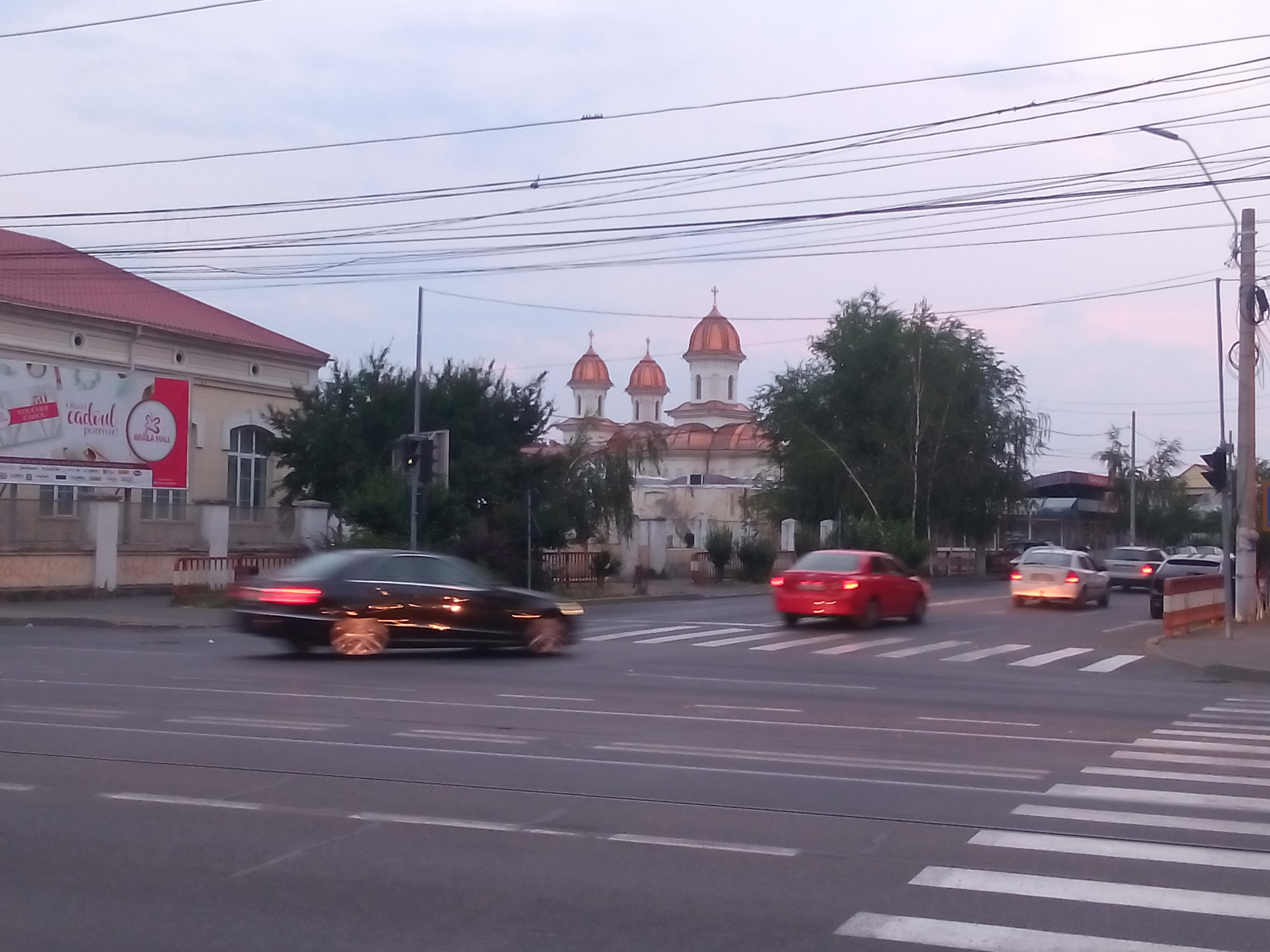
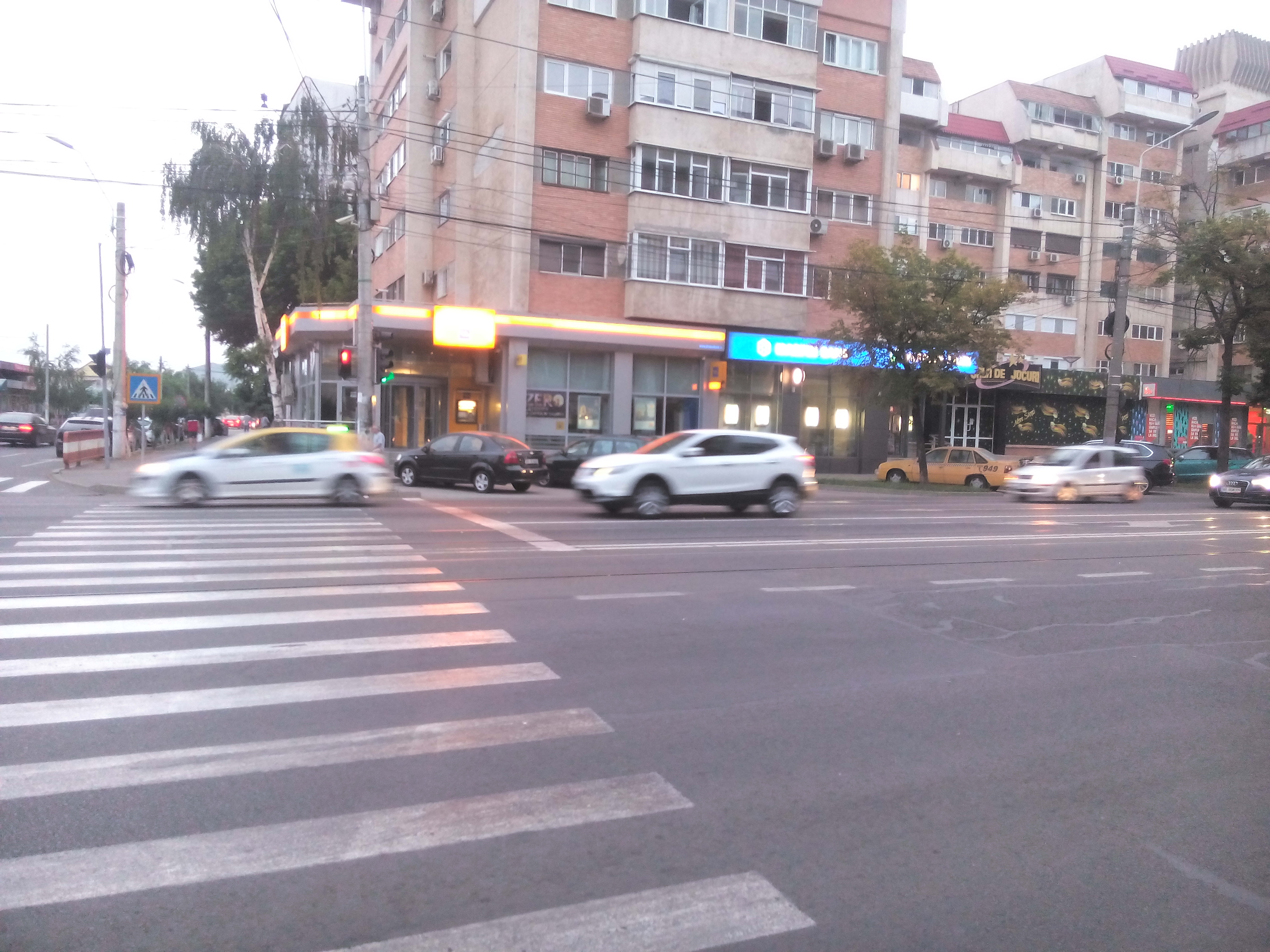
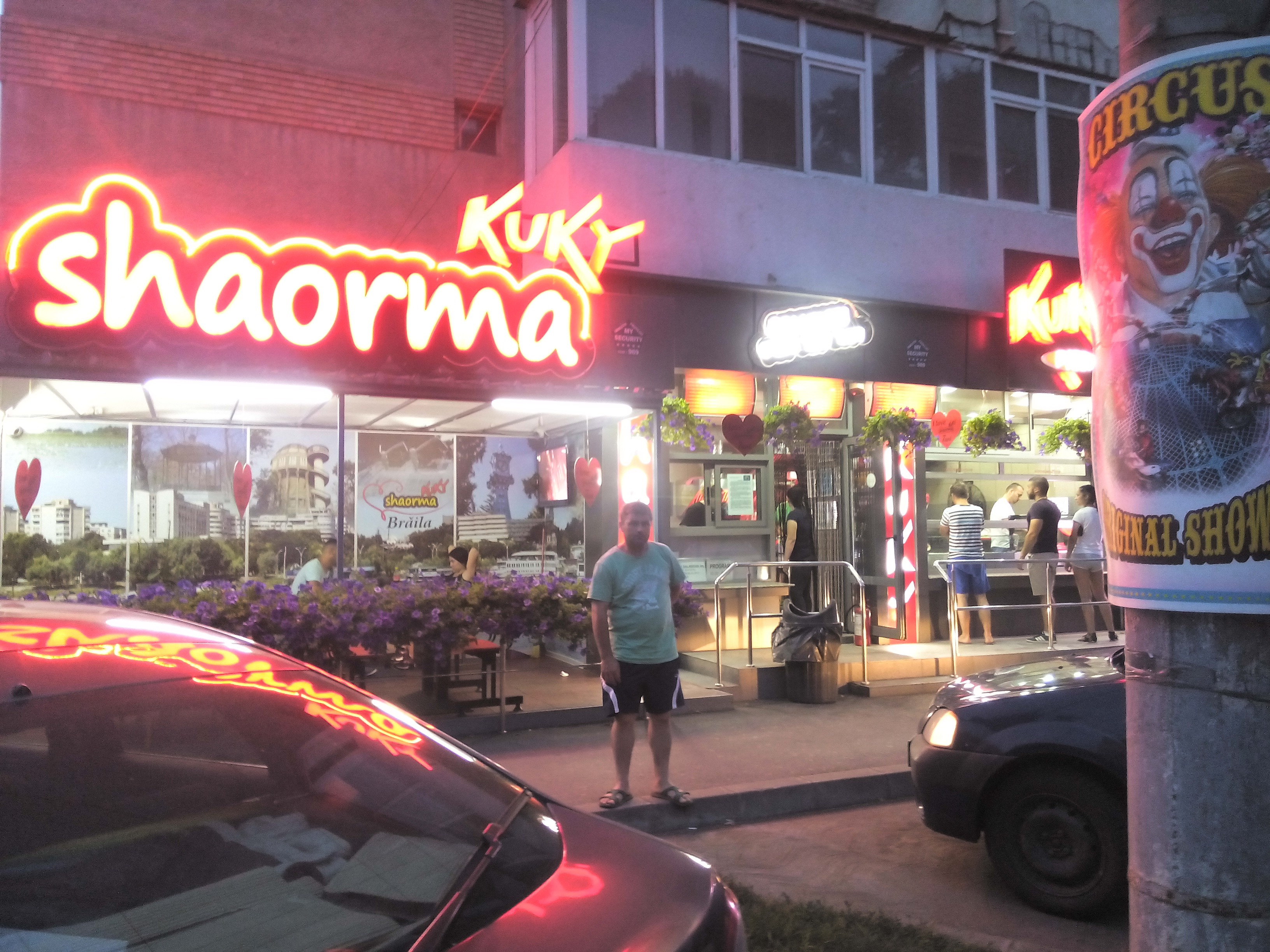
Шаурма і магазини
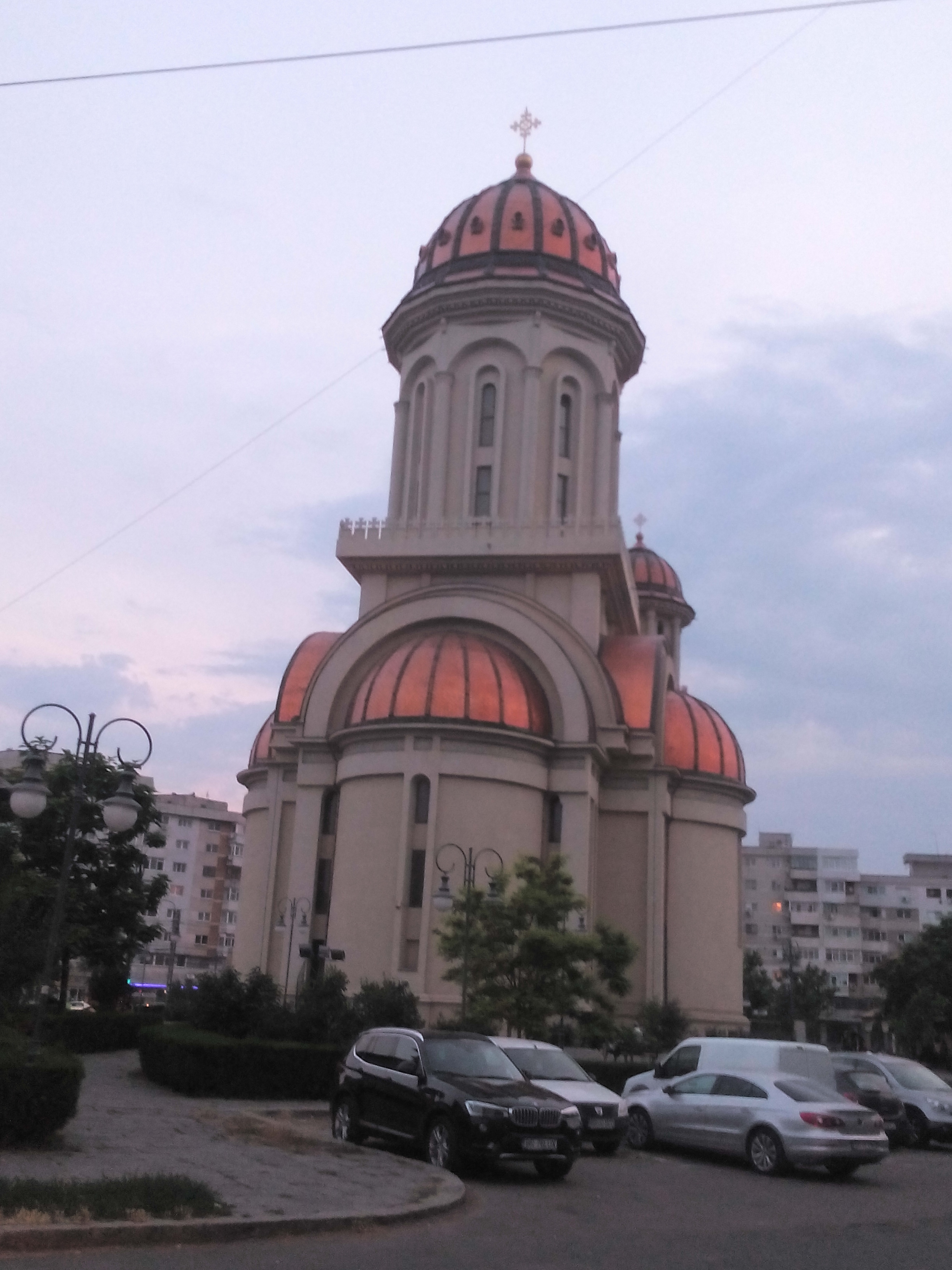
Церква
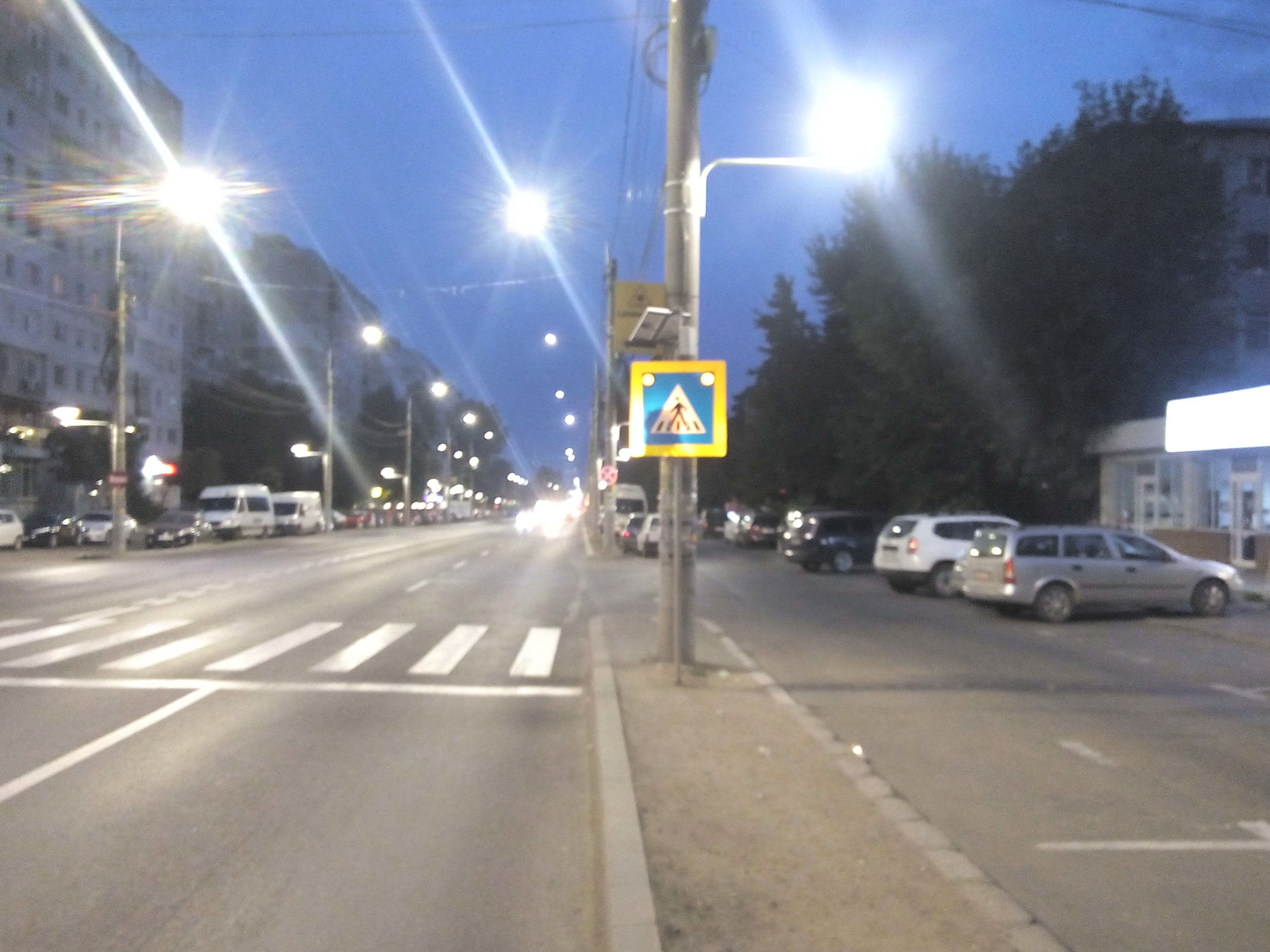
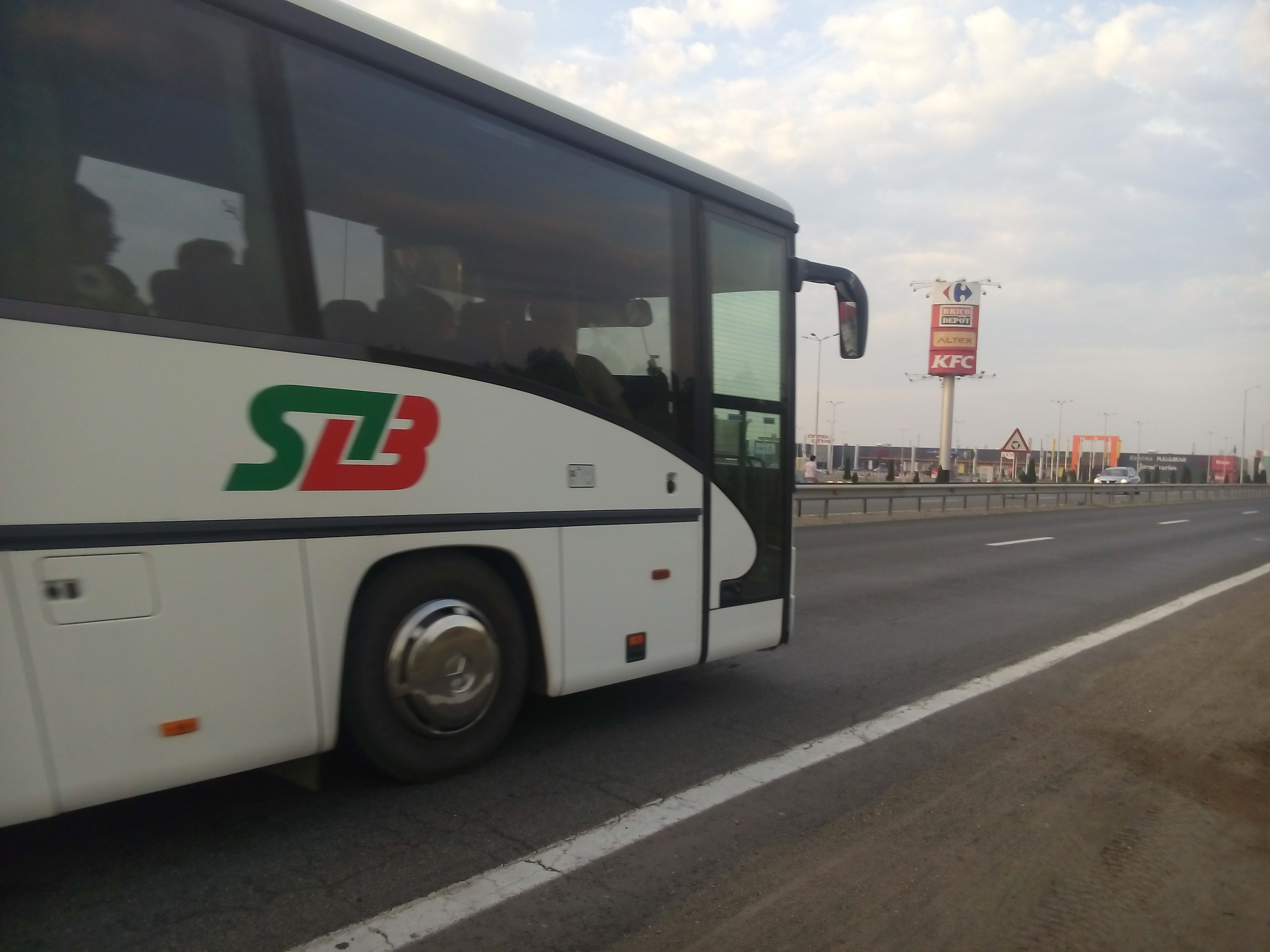
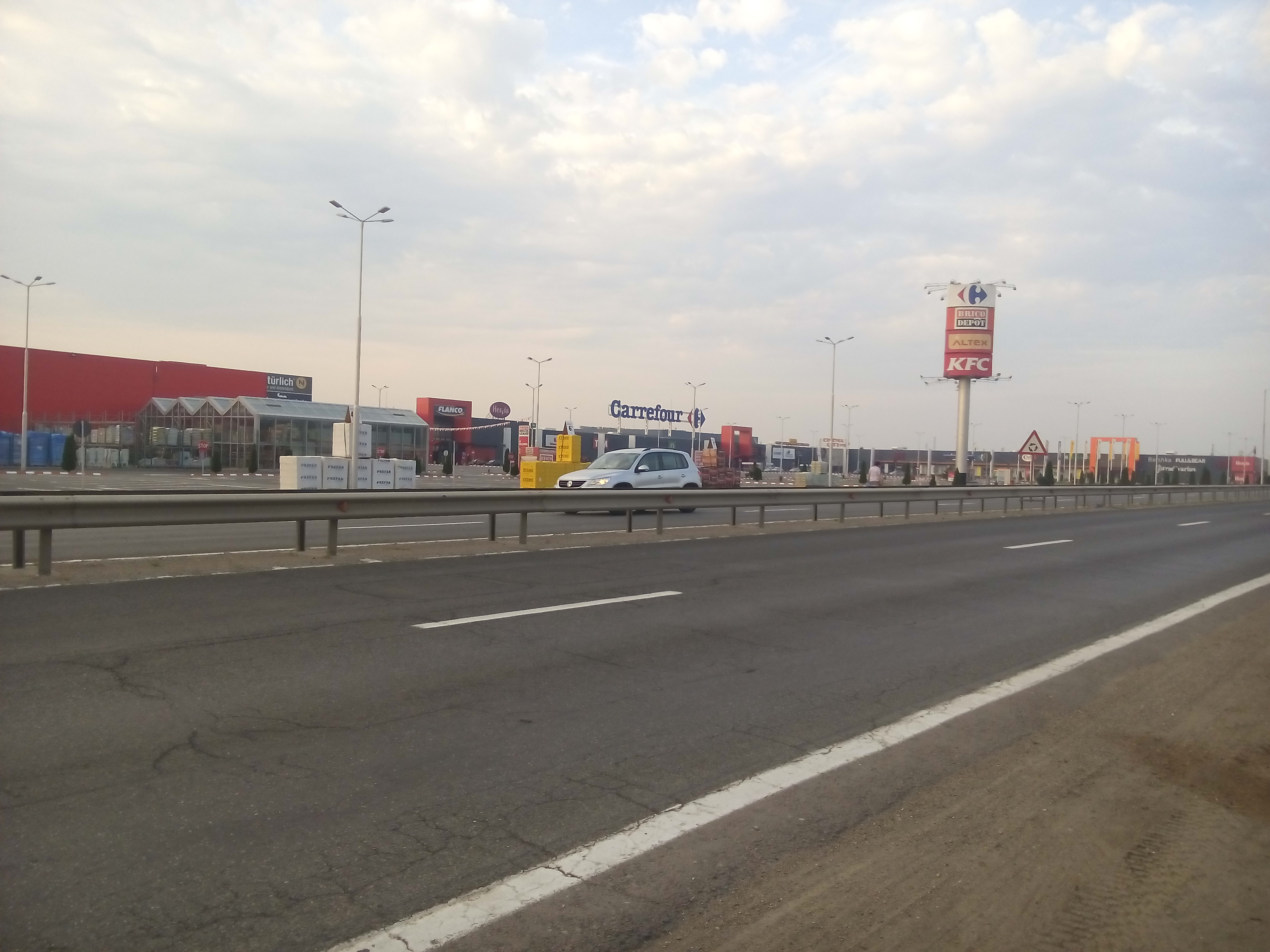
Торгові центри